# Episodi de L'amico Gipsy (serie televisiva 1963) (seconda stagione)
La seconda stagione della serie televisiva L'amico Gipsy è stata trasmessa in anteprima nel Canada in  syndication tra il 10 ottobre 1964 e il 10 agosto 1965.
| nº | Titolo originale                    | Titolo italiano | Prima TV Canada  | Prima TV Italia |
| -- | ----------------------------------- | --------------- | ---------------- | --------------- |
| 1  | Man in a Fog                        |                 | 10 ottobre 1964  |                 |
| 2  | Lady in Fear                        |                 | 17 ottobre 1964  |                 |
| 3  | Scout's Honor                       |                 | 24 ottobre 1964  |                 |
| 4  | Little White Liar                   |                 | 1964             |                 |
| 5  | The Chaperone                       |                 | 10 novembre 1964 |                 |
| 6  | Ten Feet Tall                       |                 | 8 dicembre 1964  |                 |
| 7  | Anniversary Guest                   |                 | 15 dicembre 1964 |                 |
| 8  | Little Boy Blues                    |                 | 24 dicembre 1964 |                 |
| 9  | High Society                        |                 | 26 dicembre 1964 |                 |
| 10 | Blind Alley                         |                 | 31 dicembre 1964 |                 |
| 11 | The Good Provider                   |                 | 6 gennaio 1965   |                 |
| 12 | Death at 5 P.M.                     |                 | 1965             |                 |
| 13 | My, What Big Eyes You Have, Grandma |                 | 12 gennaio 1965  |                 |
| 14 | A Bitter Pill for Doc               |                 | 19 gennaio 1965  |                 |
| 15 | A.W.O.L.                            |                 | 26 gennaio 1965  |                 |
| 16 | The Witness                         |                 | 2 febbraio 1965  |                 |
| 17 | The Near-Sighted Mouse              |                 | 9 febbraio 1965  |                 |
| 18 | You Can't Buy a Friend              |                 | 16 febbraio 1965 |                 |
| 19 | White Elephants Art Work            |                 | 23 febbraio 1965 |                 |
| 20 | The Lead Metal                      |                 | 27 febbraio 1965 |                 |
| 21 | Episode 2x21                        |                 | 2 marzo 1965     |                 |
| 22 | The Last Chance                     |                 | 27 marzo 1965    |                 |
| 23 | The Search                          |                 | 16 marzo 1965    |                 |
| 24 | His Brother's Keeper                |                 | 23 marzo 1965    |                 |
| 25 | Black Sheep, Black Sheep            |                 | 30 marzo 1965    |                 |
| 26 | Three's a Crowd                     |                 | 8 aprile 1965    |                 |
| 27 | Episode 2x27                        |                 | 3 agosto 1965    |                 |
| 28 | High Hazard                         |                 | 10 agosto 1965   |                 |